# Difesa Kevitz-Trajkovic
La difesa Kevitz-Trajkovic è un'apertura degli scacchi caratterizzata dalle mosse: 
1. d4 Cf6
2. c4 Cc6

Il nome deriva dallo statunitense Alexander Kevitz e dallo jugoslavo Mihailo Trajković, che giocarono spesso questa difesa nei tornei.
Nel mondo anglofono è nota come Black Knights' Tango, con riferimento ai movimenti dei cavalli del Nero.
È chiamata a volte "difesa messicana" in quanto il messicano Carlos Torre Repetto giocò questa difesa contro Friedrich Sämisch nel torneo di Baden-Baden del 1925.
Il Maestro internazionale statunitense di origine russa Georgi Orlov (secondo marito di Elena Donaldson) ha scritto due libri su questa apertura.

## Analisi
Seppur poco usata nei tornei di alto livello, questa difesa è solida, flessibile e a volte traspone in altre aperture, indiane e non. Continuazioni tipiche sono:
- 3. Cf3 (per ostacolare 3…e5)
  - 3…e6  4. Cc3 Ab4
  - 3…e6  4. a3 d5
    - 4. g3 Ab4+ 5.Cc3
    - 4. g3 Ab4+ 5.Cd2
    - 4. g3 Ab4+ 5.Cbd2
- 3.Cc3 e5 4.d5
  - 4.Cf3
- 3.d5 Ce5 4.e4 (Cxe4?? 5.Dd4 guadagna un cavallo)